# 306. Infanterie-Division (Wehrmacht)
La 306. Infanterie-Division fu una divisione dell'esercito tedesco attiva durante la seconda guerra mondiale che venne creata nel 1940 e fu prima schierata in Belgio con compiti di occupazione e poi lungo il fronte orientale dove fu distrutta nel 1944.

## Storia
Belgio
La divisione fu costituita il 15 novembre 1940, nell'area di Hamm, era composta da un terzo della 86. Infanterie-Division e della 291. Infanterie-Division e a metà aprile 1941 fu trasferita in Belgio, per completare l'addestramento. Dal luglio 1941 fu schierata a difesa della costa tra Bresken, la foce della Schelda ed il confine franco-belga vicino a De Panne ed il 12 marzo 1942 cedette alcune sue parti per formare la 371. Infanterie-Division ed il 21 ottobre 1942 fu ordinata la riorganizzazione della divisione in una divisione d'assalto.
Fronte orientale
Dal 27 novembre 1942 la divisione fu trasferita sul fronte orientale e nel dicembre 1942 si trovava sul Donets, ma fu solo a metà gennaio 1943 che fu schierata su una posizione difensiva sul Donets, fino a quando il 9 febbraio marciò verso il Mius, occupando una zona difensiva larga 35 km che mantenne fino alla metà di luglio 1943. Il 17 luglio 1943 iniziò l'attacco sovietico contro la sezione anteriore della divisione, che fu sfondata dalle truppe dell'Armata rossa, tuttavia alla fine il fronte si stabilizzò. 
Il successivo grande attacco sovietico iniziò il 19 agosto 1943 e le truppe tedesche non riuscirono a tenere il fronte, infatti l'Heersgruppe Süd dovette ritirarsi verso ovest. A metà settembre 1943, la divisione raggiunse la testa di ponte del Dnepr a est di Zaporizzja passando per Stalino ed il 25 settembre 1943 fu sostituita dalla 333. Infanterie-Division e venne spostata nell'area tra Kremenchug e Dnipro, sulla sponda occidentale del Dnepr, dove subì pesanti perdite. Il 2 novembre 1943, fu sostituita dai resti della 328. Infanterie-Division e a metà dicembre stabilì nuove posizioni vicino a Novovorontsowka, che furono mantenute fino alla fine di febbraio 1944, quando dovette ritirarsi verso Cherson e Mykolaiv che poi abbandonò a fine di marzo. La divisione ha poi attraversato il Bug ed il 9 aprile raggiunse la città di Dalnik, dove fu brevemente circondata, ma riuscì a combattere verso ovest e raggiungere Ovidiopol. Il 14 aprile 1944 la divisione si ritirò sulla sponda occidentale del Dniester. 
Nel mentre a sud di Tiraspol l'Armata Rossa aveva attraversato il Dniester e tracciato una linea di posizioni attraverso l'ansa del fiume, ed alla divisione fu affidato il compito di stabilire una posizione nell'ansa del fiume insieme alla 15. Infanterie-Division, dove rimase ferma per un po', finché il 20 agosto 1944 iniziò l'offensiva Iași-Kišinëv. La divisione fu distrutta il primo giorno dell'attacco ed i suoi resti furono respinti a Ermoclia e posti sotto la 13. Panzer-Division, il 22 agosto raggiunsero Romanesti, dove furono circondati e distrutti. Per ordine dell'Alto Comando dell'Esercito il 9 ottobre 1944, la divisione fu dichiarata sciolta.

## Ordine di battaglia
306. Infanterie-Division 1940
- Infanterie-Regiment 579
- Infanterie-Regiment 580
- Infanterie-Regiment 581
- Artillerie-Regiment 306
- Pionier-Bataillon 306
- Panzerjäger-Abteilung 306
- Nachrichten-Kompanie 306
- Divisions-Nachschubführer 306

306. Infanterie-Division 1944
- Grenadier-Regiment 579
- Grenadier-Regiment 580
- Divisionsgruppe 328
- Divisions-Füsilier-Bataillon 306
- Feldersatz-Bataillon 306
- Artillerie-Regiment 306
- Pionier-Bataillon 306
- Panzerjäger-Abteilung 306
- Nachrichten-Abteilung 306
- Divisions-Nachschubführer 306

## Decorazioni
Alcuni soldati della 306. Infanterie-division furono premiati per le loro azioni in guerra:
- Croce Tedesca
  - in oro: 4
- Croce di Cavaliere della croce di ferro: 6
  - Croce di Cavaliere con foglie di quercia: 1
- Distintivo per combattimenti ravvicinati:
  - in oro: 2

## Comandanti
- Generalleutnant Hans von Sommerfeld (15 novembre 1940 - 1º novembre 1942)
- General der Artillerie Georg Pfeiffer (1º novembre 1942 - 21 febbraio 1943)
- Generalleutnant Theobald Lieb (21 febbraio 1943 - 30 marzo 1943)
- General der Kavallerie Karl-Erik Köhler (30 marzo 1943 - 1º gennaio 1944)
- Generalmajor Karl Bär (1º gennaio 1944 - 12 gennaio 1944)
- General der Kavallerie Karl-Erik Köhler (12 gennaio 1944 - 20 aprile 1944)[1]